# Ібілін
Ібілін (араб. إعبلين , івр. אִעְבְּלִין) — муніципалітет в Північному окрузі Ізраїлю, поблизу Шфарама. Отримав муніципальний статус у 1960 році. Площа муніципалітету становить 18 000 дюнамів. У 2021 його населення становило 13,692 осіб, всі з яких є ізраїльськими арабами зі змішаним населенням мусульман і християн.

## Історія

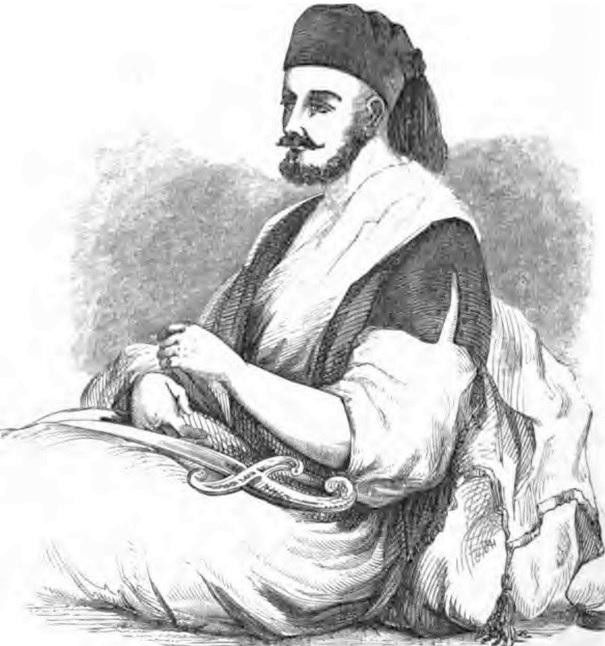
Зображення Акіла Аги з книги Вільяма Френсіса Лінча «Розповідь про американську експедицію на річці Йордан і Мертвому морі», опублікованої в 1849 році.

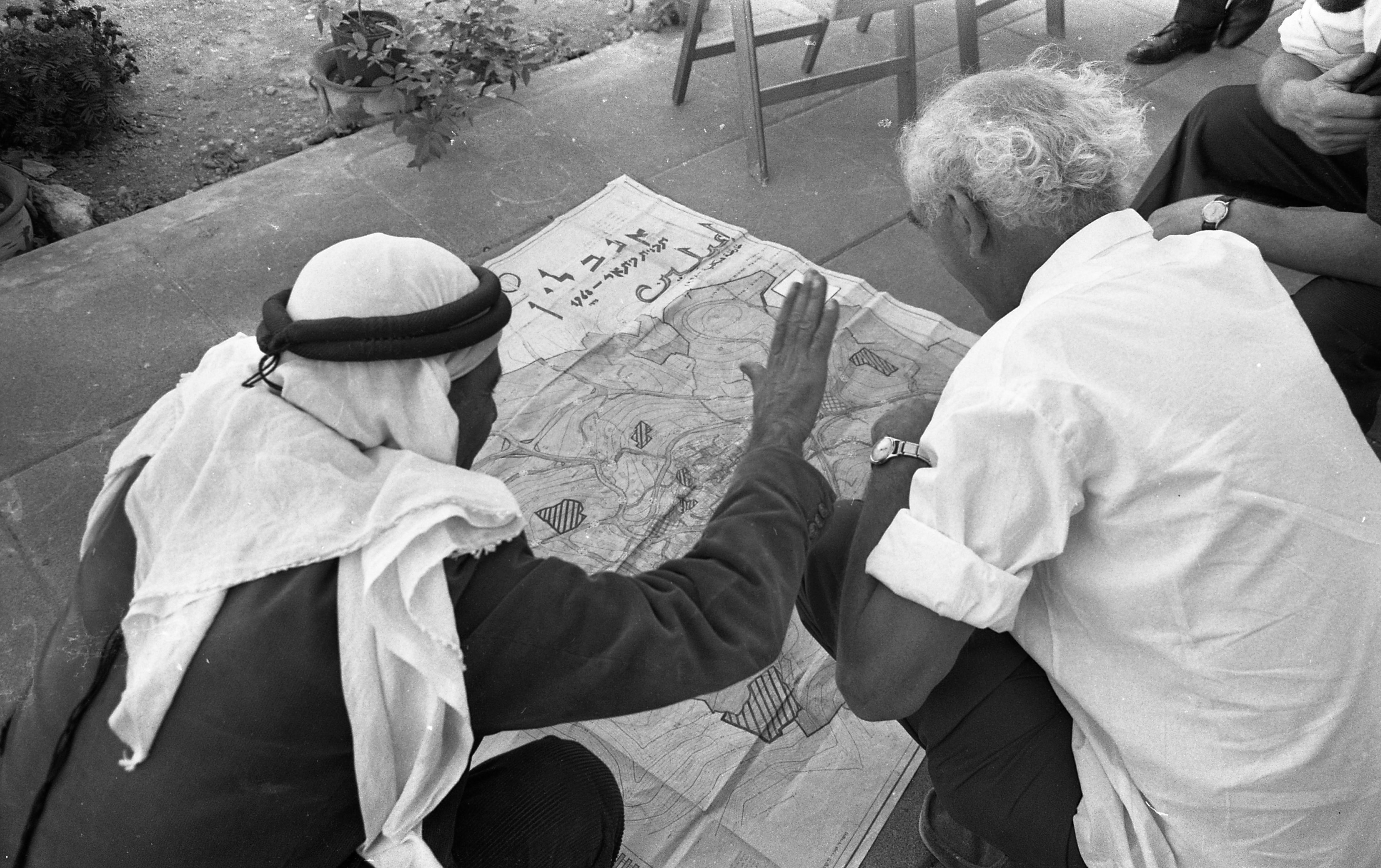
Обговорення розміру села Іблін між Ізраїльською земельною адміністрацією та громадянами арабського села, 1969 рік

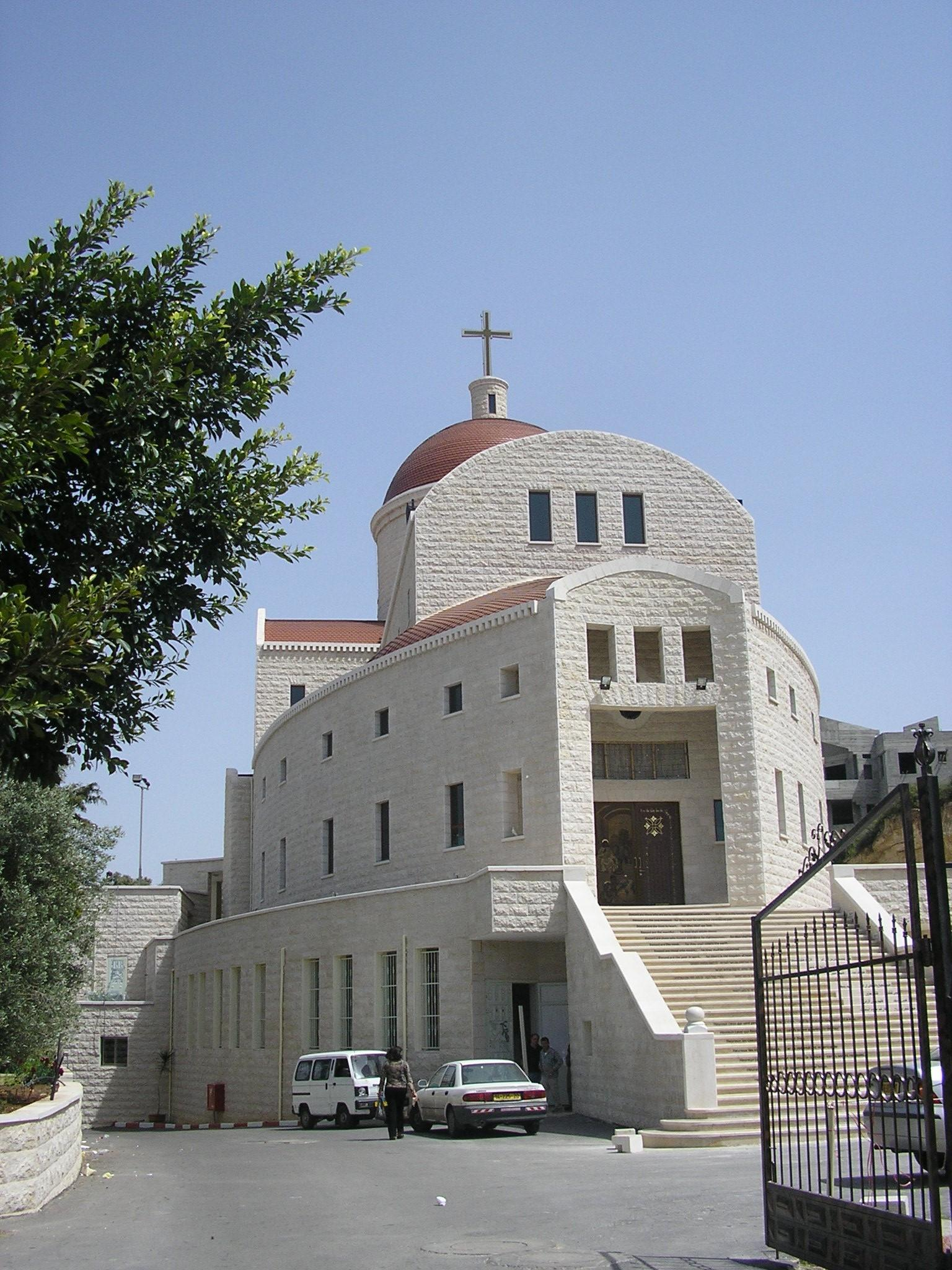
Мелькітська церква Нагірної проповіді, завершена в 2006 році

Археологічні розкопки в центрі села засвідчили безперервне заселення території, починаючи з 9 століття до н. е.
Перський поет Насір Хосров відвідав це місце в 1047 році: «З Дамума ми пройшли на південь до іншого села, яке називається А'білін, де є могила Гуда — мир йому! — яку я відвідав. Всередині огорожі ось шовковиця, а також є могила пророка Узаїра — мир йому! — яку я також відвідав»

### Османська імперія
У 1760 році мандрівник між Аккою та Назаретом помітив «замок Абелін, на прекрасній височині; і місто неподалік від нього, яким керує Йосеф Омар, брат еміра Акри», (останній це Захір аль-Умар) . Замок, який досі стоїть у місті, ймовірно, побудований у вісімнадцятому столітті.
У 1799 році Ібілін був позначений як Obellin на карті П'є'ра Жакотена, створеній під час вторгнення Наполеона.
У 1848 році Вільям Ф. Лінч зустрів там Акіла Агу і зробив його своїм провідником під час американської експедиції до річки Йордан. За словами британського консула Едварда Томаса Роджерса, у 1859 році населення міста становило 800 душ, а землеробські поля становили п'ятдесят федданів (близько 21 га).
У 1875 році село відвідав французький дослідник Віктор Герен. За його оцінками, населення становило 600 осіб, розділених порівну між мусульманами та «греками-християнами», останніх поділяли на мелькітів та православних християн. Він зазначив, що в останній була церква святого Георгія.
У 1881 році в Огляді Західної Палестини (SWP), олублікованому Фоном дослідження Палестини, описано поселення як «село на висоті з садами на півдні та джерелом ('Ain 'Afieh) приблизно за півмилі на південь. Біля мечеті є мінарет, який є помітним об'єктом». Відповідно до арабського напису на мечеті, будівництво мечеті та залишки укріплення в селі приписують Юсефу ель-Омару, члену родини Зайдані та брату правителя Галілеї у XVIII столітті Захіра аль-Умара. Згідно з SWP, «будинки в селі в основному кам'яні; криниці розташовані на південь від пагорба, поруч з ними оливки. Частина жителів є греками-християнами» .
Село має особливе значення для католиків як місце народження Маріам Бауарді, яка була беатифікована Папою Іваном Павлом II у 1983 році та канонізована Папою Франциском у 2015 році . Свята Маріам Бауарді вважається однією з двох перших палестинських святих, іншою є Марі-Альфонсін Даніл Гаттас.

Перепис населення за 1887 рік показав, що Абелін мав близько 745 жителів; 400 християн-греко-католиків, 70 християн-католиків, 30 християн-латинян і 245 мусульман.

### Британський мандат
Згідно з переписом населення Палестини 1922 року, проведеним владою Британського мандату, населення Ібіліна включало 528 християн і 289 мусульман, загальна кількість населення становила 817 осіб. Серед християн 410 були православними, 111 мелькітами і 7 англіканами. Під час перепису 1931 року Араб Ель Худжейрат був врахований разом з Ібіліном, і перепис виявив 663 християни та 453 мусульмани, загалом 1116 осіб у 192 будинках.
За статистикою 1945 року населення Ібіліна становило 1660 осіб; 1060 християн і 600 мусульман, які володіли 18 632 дунамами землі згідно з офіційним обстеженням землі та населення. 2 367 дунамів були плантаціями та зрошуваними землями, 8 628 використовувалися під зернові, тоді як 95 дюнамів були забудованими (міськими) землями.

### Ізраїль
Ібілін був захоплений ізраїльською армією під час першого етапу операції «Декель» 8–14 липня 1948 року Більшість мусульманського населення було вигнано і замінено християнами з сусідніх сіл. У місті регулярно проводився пошук людей, незареєстрованих за листопадовим переписом 1948 року. 8 січня 1949 року 128 жителів Ібліна було переселено на Західний берег до села Ара . Місто залишалося у воєнному стані до 1966 року.